# V.31
V.31 ist eine Empfehlung der ITU-T. Sie beschreibt mögliche elektrische Eigenschaften einer Schnittstelle. 
Die vorgesehene Anwendung ist die Verbindung einer Datenendeinrichtung und einer Datenübertragungseinrichtung in der Datenfernübertragung über das Telefonnetz.
Eine Charakteristik dieser Schnittstellenleitungen ist die maximale Übertragungsgeschwindigkeit von 75 bit/s, die durch Schalter oder
Fernschreiber realisiert werden können. 
In der Praxis werden häufig Relais verwendet.
Jede Schnittstellenleitung besteht aus zwei Kontaktpunkten für einen getrennten Hin- und Rückleiter.
Alle Leitungen sind voneinander elektrisch isoliert.
Für einzelne zusammenhängende Gruppen von Schnittstellen kann ein gemeinsamer Rückleiter verwendet werden.
Bei Datenleitungen gilt ein geschlossener Kontakt als binäre 1, bei Steuer-, Melde- und Taktleitungen als Zustand Ein.
Eine Anwendung waren Außenstationen eines Modems für Parallelübertragung. 
Bei diesen Datenübertragungsgeräten bestand die gesamte Schnittstelle aus Funktionen der V.24, den elektrischen Eigenschaften der V.31 und der Mechanik eines Steckers entsprechend ISO 2110 (D-Sub, 25-polig).